# Green Arrow
Green Arrow er en tegneseriehelt fra forlaget DC Comics. Green Arrow hed oprindeligt Grønne Pil på dansk. Figuren er skabt af Mort Weisinger og George Papp og fik sin debut i More Fun Comics #73 i 1941. Green Arrow's hemmelige identitet er Oliver Queen, millionær og borgmester for den fiktive by Starling City.
Green Arrow optræder i en Robin Hood-agtig dragt og skyder med bue og pil. Det er ikke bare almindelige pile, han har i koggeret, der er limpile, netpile, eksploderende pile, brandslukkende pile osv.
I de første 25 år af sin karriere var Green Arrow en forholdsvis intetsigende helt, men i slutningen af 1960'erne skiftede serien karakter, da forfatterne lod ham miste sin formue. De gjorde ham til en forkæmper for arbejderklassen og de fattige, hvad der på dette tidspunkt var unikt inden for genren.
Efter Oliver Queens død optrådte hans søn, Connor Hawke, også som Green Arrow.
I tv-serien Smallville, som handler om Clark Kents udvikling til den voksne Superman, er Oliver Queen tilbage i playboy-rollen, samtidig med at han er Green Arrow, når han jager forbrydere.
| Taleboble | Spire Denne tegneserieartikel er en spire som bør udbygges. Du er velkommen til at hjælpe Wikipedia ved at udvide den. |